# Santa Teresa (Espírito Santo)
Santa Teresa è un comune del Brasile nello Stato dell'Espírito Santo, parte della mesoregione Central Espírito-Santense e della microregione di Santa Teresa.
Si trova in una regione montuosa, la sua popolazione è costituita principalmente da discendenti di italiani, e la lingua italiana è stata ufficialmente dichiarata "lingua etnica" e coufficiale, accanto a quella portoghese, e pertanto gode di uno status particolare quanto al suo insegnamento e alla sua considerazione.